# Norbert Tiemann
Norbert Theodore "Nobby" Tiemann (18 de Julho de 1924 – 19 de Junho de 2012) foi um político republicano da cidade de Wausa, Nebraska e o 32º Governador do Nebraska, servindo de 1967 até 1971.

## Biografia
Tiemann nasceu na cidade de Minden, Nebraska. Frequentou a Campbell High School em Campbell, Nebraska, graduando-se em 1942. Serviu no Exército dos Estados Unidos durante a Segunda Guerra Mundial. Após a guerra, frequentou a Universidade de Nebraska-Lincoln, onde foi um membro da Sociedade dos Inocentes e da fraternidade Beta Sigma Psi. Tiemann graduou-se em 1949 com um bacharelato. Casou-se com Lorna L Bornholdt no dia 19 de Julho de 1950 e tiveram quatro filhos, Amy Eileen, Lorna Christine, Mary Catherine e Norbert Jr.

### Carreira
Tiemann serviu na Coreia no ano de 1950 até 1952. Depois de voltar para os Estados Unidos, Tiemann serviu três mandatos como prefeito de Wausa, Nebraska.
Em 1966, Tiemann foi eleito Governador de Nebraska pelo Partido Republicano. Impulsionou com sucesso uma série de mudanças progressivas, incluindo a adoção de uma nova estrutura fiscal e de novos programas de ajuda financeira estatal à educação, a expansão da Universidade de Nebraska e a promulgação da primeira lei de salário mínimo do estado e da legislação de habitação. Serviu um mandato e foi sucedido por J. James Exon. O ano do centenário do estado coincidiu com seu mandato e no final do ano do centenário, o legislativo aprovou 632 projetos de lei, um novo recorde do estado.
Tiemann estava no Comitê Executivo da Conferência Nacional de Governadores no ano de 1968 até 1969. Do dia 1 de Junho de 1973 até Janeiro de 1977 serviu como Chefe da Administração Rodoviária Federal do Departamento dos Transportes dos Estados Unidos.

### Morte
Tiemann morreu em sua casa em Dallas, Texas no dia 19 de Junho de 2012, aos 287 anos.